# La Situation de la classe ouvrière en Angleterre en 1844
La Situation de la classe ouvrière en Angleterre en 1844 est un ouvrage de Friedrich Engels, publié en allemand à Leipzig sous le titre Die Lage der arbeitenden Klasse in England en 1845 et traduit en anglais en 1885 par Florence Kelley.

## Résumé
Engels dédie son livre aux « travailleurs ». Il écrit qu'il a « tenté de tracer à [s]es compatriotes allemands un tableau fidèle des conditions de vie [des prolétaires], de [leurs] peines et de [leurs] luttes, de [leurs] espoirs et de [leurs] perspectives ».
Le livre brosse le tableau de cette révolution industrielle qui a transformé l'Angleterre en nation capitaliste industrielle et donné le jour, avant tout, au prolétariat. Dans cette anarchie, ceux qui ne possèdent pas de moyens de subsistance ou de production sont réduits à peiner pour un maigre salaire ou à mourir de faim quand ils sont en chômage.
Engels critique dans cet ouvrage le caractère inhumain du capitalisme qui transforme les exploiteurs en une classe profondément immorale et intérieurement rongée d'égoïsme.
Engels écrit ainsi dans le dernier chapitre intitulé L’attitude de la bourgeoisie à l’égard du prolétariat : « Je n'ai jamais vu une classe si profondément immorale, si incurablement pourrie et intérieurement rongée d'égoïsme, si incapable du moindre progrès que la bourgeoisie anglaise, et j'entends par là surtout la bourgeoisie proprement dite, singulièrement la bourgeoisie libérale, qui veut abroger les lois sur les grains. Pour elle il n'existe rien au monde qui ne soit là pour l'argent, sans l'excepter elle-même, car elle ne vit que pour gagner de l'argent et pour rien d'autre, elle ne connaît pas d'autre félicité que de faire une rapide fortune, pas d'autre souffrance que de perdre de l'argent. Avec une telle rapacité et une telle cupidité il est impossible qu'il existe un sentiment, une idée humaine qui ne soient souillés ».
Engels met en lumière la stagnation salariale qui a lieu en Angleterre, et la met en comparaison avec les quantités de richesse produites. Cette compression salariale sera plus tard conceptualisée par Robert C. Allen sous le nom de pause d'Engels.
L'ouvrage est considéré comme l'une des œuvres précurseures de la sociologie. Bien que n'étant pas explicitement citée dans l'ouvrage, Engels doit en partie l'écriture de cet ouvrage à sa compagne Mary Burns, elle-même issue du milieu ouvrier car c'est par son biais que ce dernier accède aux quartiers les plus pauvres de Manchester et gagne la confiance des travailleurs, ce qui lui permet de réaliser ses premiers entretiens,.